# Meidling
Meidling est le douzième arrondissement de Vienne.